# Mesoleptus apertus
Mesoleptus apertus là một loài tò vò trong họ Ichneumonidae.